# 李·安德鲁·阿彻
李·安德鲁·阿彻（Lee Andrew Archer Jr.，1919年9月6日—2010年1月27日）是第二次世界大战期间的一位非裔美国战斗机飞行员，击落4.5架德军飞机。